# Die Unglaublichen 2
Die Unglaublichen 2 (Originaltitel: Incredibles 2) ist ein US-amerikanischer Computeranimationsfilm der Pixar Animation Studios, der im Sommer 2018 in den US-Kinos erschien. Kinostart in Deutschland war der 27. September 2018. Der Film setzt die Handlung aus Die Unglaublichen – The Incredibles aus dem Jahr 2004 fort. Regie führte wie im ersten Teil Brad Bird.

## Handlung
Der Film knüpft direkt an das offene Ende des ersten Filmes an, als ein anthropomorpher Maulwurf namens „Der Tunnelgräber“ die Stadt bedroht und Familie Parr sich ihm entgegenstellt. Sie halten ihn auf, dadurch entsteht aber beträchtlicher Schaden in der Stadt. Das Programm, das Superhelden finanziell unterstützt, wird daraufhin eingestellt.
Helen und Bob Parr müssen in ein Hotelzimmer gehen. Winston Deavor – seinen Angaben nach selbst ein Fan von Superhelden – bietet an, ihnen ein Haus zu stellen, wenn Helen (alias Elastigirl) wieder Verbrechen bekämpft. Unterdessen bleibt Bob (alias Mr. Incredible) zu Hause, versucht seinen Kindern Violetta und Flash im Alltag zu helfen und entdeckt Jack-Jacks bis dahin verborgene Superkräfte. Jack-Jack hat diverse, verschiedene Superkräfte (Laseraugen, Feuerwesen, trollartiges Wesen, Schweben uvm.), die er noch nicht wirklich kontrollieren kann. Violettas Schwarm Tony Rydinger wurde das Gedächtnis um Violetta gelöscht, später versucht sie, ihn neu kennenzulernen.
Helen kann zwar einen Schurken schnappen, merkt aber, dass die Schwester ihres Förderers dahintersteckt. Mithilfe von Hypnose wird Helen umgedreht. Dies gelingt auch mit Bob und dem Superhelden Frozone sowie den Fans von Superhelden. Hinter allem steckt der Screenslaver, dessen Identität aber zunächst unbekannt ist.
Violetta und Flash versuchen ihre Eltern zu retten. Dabei müssen sie natürlich Jack-Jack mitnehmen und das unglaubliche Auto ihres Vaters nutzen. Bald gelangen sie auf die Yacht Everjust, die Winston Deavor gehört. Dessen Schwester Evelyn stellt sich als Screenslaver heraus. Sie will das Schiff in die Stadt crashen lassen, um alle Superhelden zu töten. Obwohl Evelyn versucht mit einem Flugzeug zu fliehen, wird sie in letzter Sekunde von der wieder zu Bewusstsein gekommenen Helen daran gehindert und verhaftet.
Am Ende des Films will Violetta mit Tony einen Kinofilm besuchen. Superhelden sind zu diesem Zeitpunkt in der Stadt wieder vollkommen akzeptiert. Als die Unglaublichen jedoch bemerken, dass zeitgleich ein Polizeieinsatz stattfindet, entscheiden sie sich ihm anzuschließen. Violetta verspricht Tony so schnell wie möglich zurück zu sein und die Familie unterstützt die Polizei, wobei offenbleibt, wie der Einsatz ausgeht.

## Produktion
Da der vorherige Teil mit einem Cliffhanger endet, standen seitdem Spekulationen im Raum, ob es eine Fortsetzung zum Film geben würde. 2007 gab Regisseur Brad Bird schließlich bekannt, Interesse an einer Fortsetzung zu haben und bereits Elemente hierfür im Kopf habe, die er noch zusammenführen müsse. Im Mai 2013 bekräftigte Bird das Interesse an einer Fortsetzung, meinte jedoch, noch Zeit zu benötigen. 10 Monate später, im März 2014 wurde Die Unglaublichen 2 mit Bird als Regisseur und Drehbuchautor bestätigt. Ab April 2015 schrieb Bird am Drehbuch. Disney hatte den Film ursprünglich für den 21. Juni 2019 angekündigt, tauschte den Starttermin von Die Unglaublichen 2 später aber mit dem Starttermin von Toy Story 4, da die Produktion des Superheldenfilms schneller voranschritt als erwartet.
Auf dem Disney’s-D23-Panel im Juli 2017 meinte Bird, der Fokus des Films würde auf der Figur Elastigirl alias Helen Parr liegen und unmittelbar an den Vorgängerfilm anknüpfen. Im November 2016 wurde bekannt, dass Holly Hunter erneut die Stimme von Elastigirl im Original synchronisieren würde. Im folgenden Monat wurde auch die Rückkehr der Stimme von Samuel L. Jackson als Lucius bekannt gegeben. Im Juli 2017 folgten auf der D23 die Bekanntgaben von Craig T. Nelson in seiner Rolle als Mr. Incredible alias Bob Parr und von Sarah Vowell als seine und Helens Tochter Violet Parr. Die Stimme von Violettas Bruder Robert Flash, die im Vorgängerfilm Spencer Fox sprach, wurde durch Huck Milner ersetzt, da Fox die Rolle wegen seines Stimmbruchs nicht mehr übernehmen konnte. Regisseur Bird übernimmt erneut die Synchronisation der Nebenfigur Edna „E“ Mode, während man John Ratzenberger wieder als Tunnelgräber hören wird.
Im November 2017 erschien der erste Teaser-Trailer zum Film. In Deutschland startete der Film am 27. September 2018. Die Weltpremiere des Films fand am 5. Juni 2018 in Los Angeles statt.
Ein deutsches Hörbuch zum Film erschien am 20. August 2018 beim Hörverlag. Die Übersetzung übernahm Claudia Amor und die Lesung Markus Maria Profitlich, der in beiden Filmen Bob Parr in der deutschen Fassung synchronisiert.

## Synchronisation
Die Synchronisation des Films entstand bei der Film- & Fernseh-Synchron nach einem Dialogbuch von Tobias Neumann und unter der Dialogregie von Cay-Michael Wolf.
| Rolle                     | Englischer Sprecher | Deutscher Sprecher                              |
| ------------------------- | ------------------- | ----------------------------------------------- |
| Helen Parr / Elastigirl   | Holly Hunter        | Katrin Fröhlich                                 |
| Bob Parr / Mr. Incredible | Craig T. Nelson     | Markus Maria Profitlich                         |
| Violetta Parr             | Sarah Vowell        | Emilia Schüle                                   |
| Robert „Flash“ Parr       | Huck Milner         | Dominik Schneider                               |
| Jack-Jack Parr            | Eli Fucile          | Sabine Bohlmann & Eli Fucile (aus dem Original) |
| Lucius Best / Frozone     | Samuel L. Jackson   | Jan Odle                                        |
| Edna „E“ Mode             | Brad Bird           | Mechthild Großmann                              |
| Rick Dicker               | Jonathan Banks      | Holger Schwiers                                 |
| Winston Deavor            | Bob Odenkirk        | Jakob Riedl                                     |
| Evelyn Deavor             | Catherine Keener    | Tanja Geke                                      |
| Karen / Voyd              | Sophia Bush         | Lea Kalbhenn                                    |
| Botschafterin Selick      | Isabella Rossellini | Susanna Bonaséwicz                              |
| Tunnelgräber              | John Ratzenberger   | Thomas Rauscher                                 |
| HeLectrix                 | Phil LaMarr         | Riccardo Simonetti                              |

## Rezeption

### Einspielergebnis
Der Kinostart für Die Unglaublichen 2 lief in den Vereinigten Staaten sehr erfolgreich. Mit über 182 Mio. US-Dollar schaffte der Film das dort bis dahin erfolgreichste Startwochenende eines Animationsfilms überhaupt. Bisheriger Rekordhalter war Findet Dorie mit 135 Mio. US-Dollar. Die Einnahmen des Films innerhalb der USA liegen aktuell bei 608,58 Millionen US-Dollar. Weltweit hat der Film bisher 1.242,81 Millionen US-Dollar eingespielt. Somit steht er derzeit auf Platz 4 der erfolgreichsten Filme des Jahres 2018 und auf Platz 27 (Stand: 19. April 2025) der finanziell erfolgreichsten Filme aller Zeiten. In den deutschen Kinos konnte der Film 2.201.696 Besucher verzeichnen, wodurch er 17,99 Millionen Euro einspielen konnte und sich auf Platz 11 der Jahres-Charts 2018 befindet.

### Kritik
Der Film konnte bisher 93 % der Kritiker auf Rotten Tomatoes überzeugen und erhielt auf Metacritic einen Metascore von 80 von 100 möglichen Punkten.
Sebastian Werner meint auf Kino.de, dass sich das „witzige Baby Jack-Jack als Segen und Fluch“ erweise, da es die komplette Aufmerksamkeit auf sich ziehe. Der Fortsetzung fehle diesmal das „James-Bond-Feeling“. Da es keine echte Bedrohung gebe, bliebe das Geschehen „recht unspektakulär“.
Christoph Petersen von Filmstarts hält die beiden Filme für eine „Hommage an die Goldene Ära der amerikanischen Comichefte […] von den 1930ern bis Anfang der 1960er“. Bird spiele mit dem damaligen Familien-Rollenbild, „wenn Elastigirl immer wieder den Tag rettet, während sich Mr. Incredible nach seinen Zeiten als starker Mann zurücksehnt“. Der Bösewicht sei zwar eine „kleine Enttäuschung“, aber die Action-Choreografien seien mitunter „unendlich einfallsreich“ und im Finale würden sich „inszenatorische Finesse und kreative Drehbucheinfälle“ perfekt ergänzen.
Oliver Kaever von Spiegel Online fiel die Konsumentenkritik auf, die in dem „bunten Spektakel, das doch nichts weiter als Familienunterhaltung“ sein soll, in Person des Bösewichts „Screenslaver“ geübt werde („Jede bedeutungsvolle Erfahrung wird euch hübsch verpackt angeliefert, damit ihr sie aus sicherer Distanz begutachten könnt und behütete, heißhungrige Konsumenten bleibt.“). Da die Unglaublichen sich „aufeinander ein- und verlassen müssen“, um die Welt zu retten, sei auch das Sequel wieder ein Familienfilm. Die Leichtigkeit des Vorgängers erreiche der Film nicht, allerdings biete er „Thrill, Spaß und irrsinnige Schnittfolgen“.

### Auszeichnungen (Auswahl)
Annie Awards 2019
- Auszeichnung für die Beste Musik in einem Animationsfilm (Michael Giacchino)
- Auszeichnung für das Beste Storyboard in einem Animationsfilm (Dean Kelly)
- Nominierung als Bester Animationsfilm
- Nominierung für die Beste Regie bei einem Animationsfilm (Brad Bird)
- Nominierung für das Beste Drehbuch bei einem Animationsfilm (Brad Bird)
- Nominierung für den Besten Schnitt in einem Animationsfilm (Stephen Schaffer, ACE, Anthony J. Greenberg & Katie Schaefer Bishop)
- Nominierung für die Besten Effekte in einem Animationsfilm (Greg Gladstone, Tolga Göktekin, Jason Johnston, Eric Lacroix & Krzysztof Rost)
- Nominierung für die Besten Figurenanimationen in einem Animationsfilm (Lance Fite)
- Nominierung für das Beste Figurendesign in einem Animationsfilm (Matt Nolte)
- Nominierung für das Beste Storyboard in einem Animationsfilm (Bobby Alcid Rubio)
- Nominierung für die Beste Synchronisation in einem Animationsfilm (Holly Hunter)[29]

British Academy Film Awards 2019
- Nominierung als Bester animierter Spielfilm (Brad Bird & John Walker)[30]

Critics’ Choice Movie Awards 2019
- Nominierung als Bester Animationsfilm[31]

Golden Globe Awards 2019
- Nominierung als Bester Animationsfilm[32]

Golden Trailer Awards 2019
- Nominierung für den Besten Home-Entertainment-Trailer eines Familien- oder Animationsfilms
- Nominierung für den Besten TV-Spot eines Familien- oder Animationsfilms
- Nominierung für das Beste Filmposter eines Familien- oder Animationsfilms

Humanitas-Preis 2019
- Nominierung als Family Feature Film[33]

National Board of Review Awards 2018
- Auszeichnungen als Bester Animationsfilm[34]

Nickelodeon Kids’ Choice Awards 2019
- Auszeichnung als Lieblings-Animationsfilm[35]

Oscarverleihung 2019
- Nominierung als Bester animierter Spielfilm[36]

People’s Choice Awards 2018
- Auszeichnung als Family movie
- Nominierung als Movie of 2018[37]

Producers Guild of America Awards 2019
- Nominierung als Bester Animationsfilm (John Walker & Nicole Grindle)[38]

Satellite Awards 2018
- Nominierung als Bester Film (Animationsfilm oder Real-/Animationsfilm)[39]

Saturn-Award-Verleihung 2019
- Nominierung als Bester Animationsfilm[40]

Teen Choice Awards 2018
- Auszeichnung als Choice Summer Movie[41]